# Grammia sulphurica
Grammia sulphurica är en fjärilsart som beskrevs av Berthold Neumoegen 1885. Grammia sulphurica ingår i släktet Grammia och familjen björnspinnare. Inga underarter finns listade i Catalogue of Life.